# Avicinio
Avicinio (en griego αβικίνιο), era un antiguo instrumento de viento y también un tipo de juguete. El avicinio era un cuenco hecho de zinc, con un recipiente de agua, con extremos de tubos de arcilla. Este instrumento de viento producía sonidos que sonaban como el canto de diferentes pájaros, dependiendo de la profundidad, intensidad y longitud de los tubos. 